# Marcus Freitag

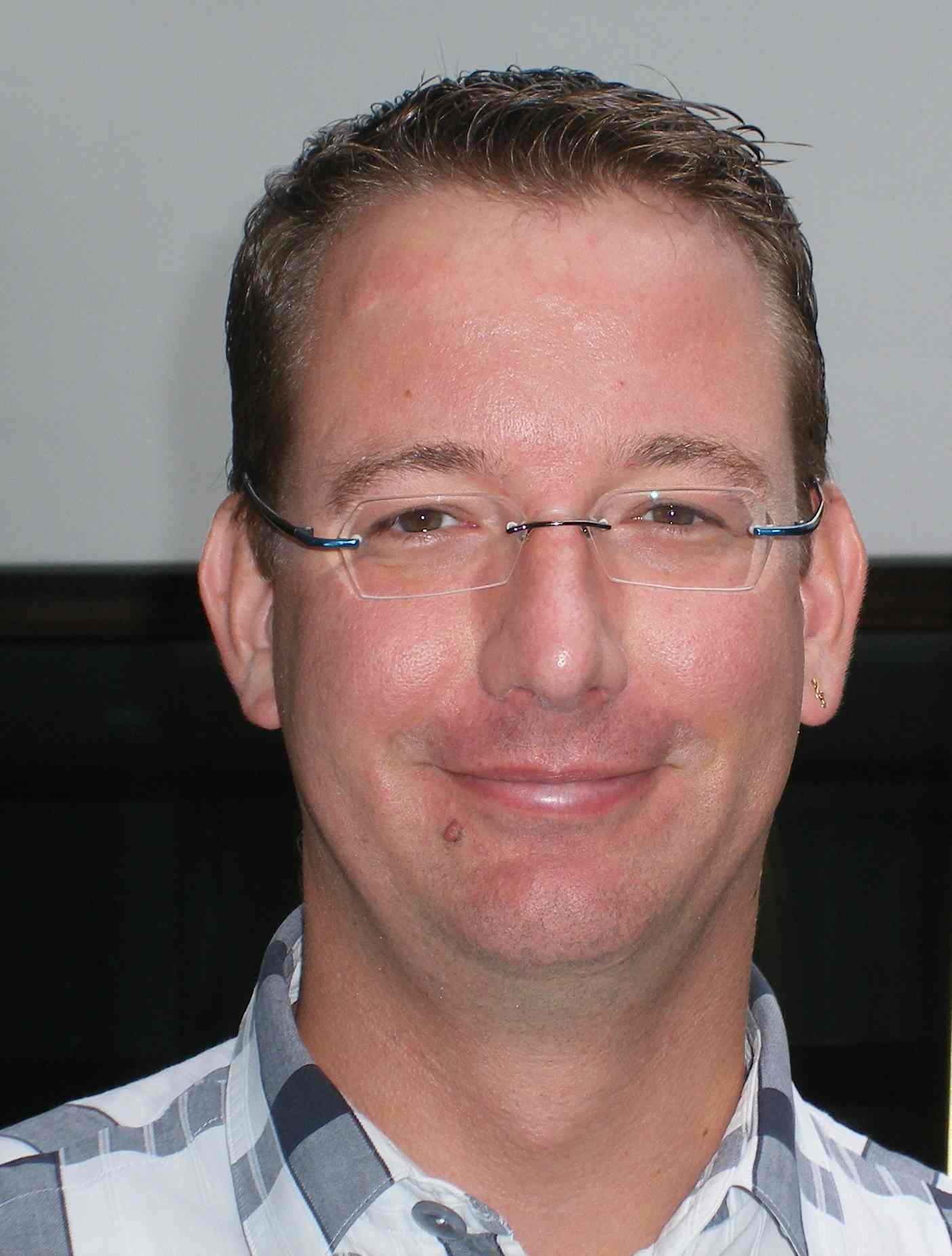
Marcus Freitag (2011)

Marcus Freitag (* 13. Januar 1967 in Oberhausen) ist ein deutscher Theologe und Philosoph. Er ist Dozent für Ethik an der Hochschule für Polizei und öffentliche Verwaltung Nordrhein-Westfalen (HSPV NRW) und als Diözesanbeauftragter seit Sommer 2014 Leiter der Katholischen Polizeiseelsorge im Bistum Essen.

## Leben
Marcus Freitag studierte zwischen 1989 und 1995 Theologie, Philosophie, Geschichte und Niederländisch an der Westfälischen Wilhelms-Universität und der KU Nijmegen/NL und erwarb den Abschluss eines Diplomtheologen. Seit 1996 war er als Pastoralassistent und später -referent beim Bistum Essen beschäftigt. Nach seiner Ernennung zum Diözesanrefereten in der Polizeiseelsorge 2002 wurde er 2005 Ethikdozent, Trainer und Seelsorger in den Bachelor- und Masterstudiengängen der HSPV NRW.
Er hat zudem Lehraufträge für Berufs- und Führungsethik am Institut der Feuerwehr (IdF) in Münster/Westf. und an der Akademie des Innenministeriums NRW Mont Cenis/Herne.
Nach Zusatzqualifikationen als Gruppendynamiker (Universität Koblenz/Landau) und Supervisor / systemischer Coach (DGSv/SG) ist Freitag heute in der Polizeiausbildung NRW verantwortlicher Landesfachkoordinator für das Fach Ethik und für die Berufsrollenreflexion, arbeitet als Supervisor, Coach und Verhaltenstrainer in unterschiedlichen Bereichen kirchlicher, kommunaler und sozialer Verwaltung, insbesondere in den Bereichen Polizei, Feuerwehr und Justiz.
Seit Juni 2014 ist er Leiter der Polizeiseelsorge im Bistum Essen.

## Schriften

### Autor
- Marcus Freitag, Ulrich Terlinden: Eucharistische Anbetung. Verständnishilfen – Gestaltungsmöglichkeiten (= Laien leiten Liturgie). Butzon und Bercker, Kevelaer 2003.

### Herausgeber
- Michael Arnemann, Dietrich Bredt-Dehnen, Marcus Freitag & Werner Schiewek (Hrsg.): "Begleiten – Beraten – Beistehen. Polizeiseelsorge in NRW, Frankfurt 2022, ISBN 978-3-86676-760-7
- Michael Faßnacht, Marcus Freitag, Nicolaus Klimek (Hrsg.): Theologisches Grundseminar. Informationen – Erfahrungen – Praxisbezüge.
  - Bd. 1: Biblische Grundlagen: Geschichte, Gottesbilder, Bedeutung. Butzon und Berck, Kevelaer 1999.
  - Bd. 2: Kirchliche Entwicklungen, Christliches Leben. Butzon und Berck, Kevelaer 1999.
- Marcus Freitag, Franz Gulde, Nicolaus Klimek (Hrsg.): Theologisches Grundseminar. Informationen – Erfahrungen – Praxisbezüge.  Materialband 1, Butzon und Berck, Kevelaer 2002.
- Marcus Freitag, Nicolaus Klimek (Hrsg.):  Theologisches Grundseminar. Informationen – Erfahrungen – Praxisbezüge. Materialband 2, Butzon und Berck, Kevelaer 2004.
- Marcus Freitag, Christoph Giersch (Hrsg.): Das Gewissen – moralischer Kompass mit unbedingtem Verbindlichkeitsanspruch? Eine interdisziplinäre Annäherung. Verlag für Polizeiwissenschaft, Frankfurt am Main 2015.
- Marcus Freitag, Malte Schophaus (Hrsg.): Reflexive Polizei. Vermittlung von Reflexionskompetenz im Hochschulstudium. Verlag für Polizeiwissenschaft, Frankfurt am Main 2017.

### Aufsätze, Beiträge (Auswahl)
- Marcus Freitag, Maria Kröger: Das Zeugnis der Geschichte Gottes mit Israel: das Alte (oder Erste) Testament. In: Michael Faßnacht, Marcus Freitag, Nicolaus Klimek (Hrsg.): Theologisches Grundseminar. Informationen – Erfahrungen – Praxisbezüge. Band 1, Butzon und Berck, Kevelaer 1999, S. 70–98.
- Die christliche Berufung. In: Michael Faßnacht, Marcus Freitag, Nicolaus Klimek (Hrsg.): Theologisches Grundseminar. Informationen – Erfahrungen – Praxisbezüge. Band 2, Butzon und Berck, Kevelaer 1999, S. 355–379.
- Mein Gewissen ist rein – ich benutze es nie! Eine nach-denkliche Betrachtung eines Alltagsphänomens. In: Christoph Giersch, Marcus Freitag (Hrsg.): Das Gewissen – moralischer Kompass mit unbedingtem Verbindlichkeitsanspruch? Eine interdisziplinäre Annäherung. Verlag für Polizeiwissenschaft, Frankfurt am Main 2015, S. 119–142.